# حسين أمسيري
حسين عبد الله أمسيري مواليد 15 مارس 2003، هو لاعب كرة قدم سعودي يلعب حالياً في نادي النور.